# Resistenza danese
La Resistenza danese durante la seconda guerra mondiale fu rivolta verso le forze armate della Germania nazista che l'avevano invasa insieme alla Norvegia  nell'aprile del 1940, durante gli eventi della cosiddetta "operazione Weserübung": i danesi capitolarono in breve tempo, mentre i norvegesi resistettero più a lungo anche grazie all'appoggio di un corpo di spedizione anglo-francese, finendo però con l'arrendersi ai primi di giugno del 1940.
La resistenza militare danese all'attacco tedesco fu poco più che simbolica in quanto le forze armate erano praticamente inesistenti e questo non favorì il sorgere di una resistenza armata, ma l'evoluzione del conflitto e del comportamento nazista ed il supporto fornito ai resistenti dai britannici cambiò in parte la situazione. Gli sforzi della resistenza danese vennero rivolti principalmente a mettere al sicuro gli ebrei danesi dalla persecuzioni naziste.

## L'inizio dell'occupazione, il sorgere dei primi gruppi resistenziali e l'evoluzione del movimento

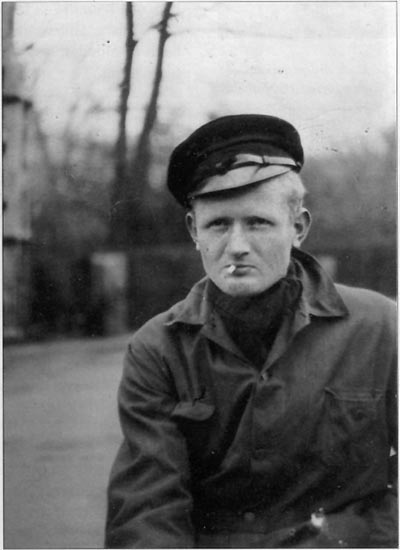
Bent Faurschou-Hviid (1921-1944) noto come Flammen ("fiamma")

La Danimarca fu inizialmente trattata in maniera benevola, assoggettata alla Germania ma dotata ancora di una certa autonomia interna; la crescente opposizione delle istituzioni e del popolo danese alle politiche più oppressive imposte dalla Germania portò poi, nell'agosto del 1943, allo scioglimento del governo e all'imposizione di una piena occupazione militare tedesca. In Danimarca si formarono quindi svariati gruppi di resistenza armata, in opposizione sia agli occupanti tedeschi che ai collaborazionisti locali, tra cui più importanti furono il gruppo Aagaard, AMPA, BOPA, Churchill Club, Holger Danske (dal nome di un eroe nazionale danese) e il gruppo Hvidsten. Il primo gruppo resistenziale, chiamato Ram, si riunì per la prima volta il 9 aprile 1940, ma poiché difettava di mezzi per condurre azioni militari scelse di combattere il partito nazista danese sul piano della propaganda, disturbando le sue riunioni e pubblicando i nomi dei suoi membri.
Le imprese dei due capi dello Holger Danske vennero narrate nel film del 2008 Flammen og Citronen (La fiamma e il limone, tradotto in Italia come L'ombra del nemico), dal nome di battaglia dei due capi, Bent Faurschou-Hviid e Jørgen Haagen Schmith, che moriranno entrambi verso la fine della guerra. Bent Faurschou-Hviid era il figlio di un direttore di hotel che il padre aveva mandato in Germania ad imparare il mestiere, e dove ebbe modo di conoscere il nazismo; tornato, si dedicò allo Holger Danske ed in particolare alla esecuzione di informatori, e venne accreditato per averne uccisi 22, sui 400 stimati come complessivamente uccisi dalla resistenza. La formazione Holger Danske venne colpita due volte dalle infiltrazioni della Gestapo, che portarono complessivamente all'arresto e alla fucilazione di 64 membri del gruppo, ma i collegamenti al suo interno erano relativamente labili rispetto ad altri gruppi e quindi gli arrestati non poterono rivelare che un numero limitato di identità dei compagni. Faurschou-Hviid morì in una casa dove aveva trovato rifugio in seguito all'arrivo dei tedeschi, prendendo una capsula di veleno per evitare la cattura; la casa venne poi bruciata ed i suoi abitanti arrestati. La specialità di Jørgen Haagen Schmith, oltre ai sabotaggi e a fare l'autista per Faurschou-Hviid durante gli attentati, era l'esfiltrazione di ricercati ed aviatori abbattuti verso la Svezia; morì il 19 settembre 1944 in divisa da poliziotto danese, non essendo a conoscenza che i tedeschi avevano iniziato l'arresto e la deportazione dei poliziotti; catturato, venne ferito nel susseguente tentativo di fuga ma evase uccidendo una guardia nazista; il 18 ottobre la casa dove si era rifugiato venne circondata e dopo quattro ore di conflitto a fuoco venne ucciso; ad entrambi venne conferita la US Government's Medal of Freedom.

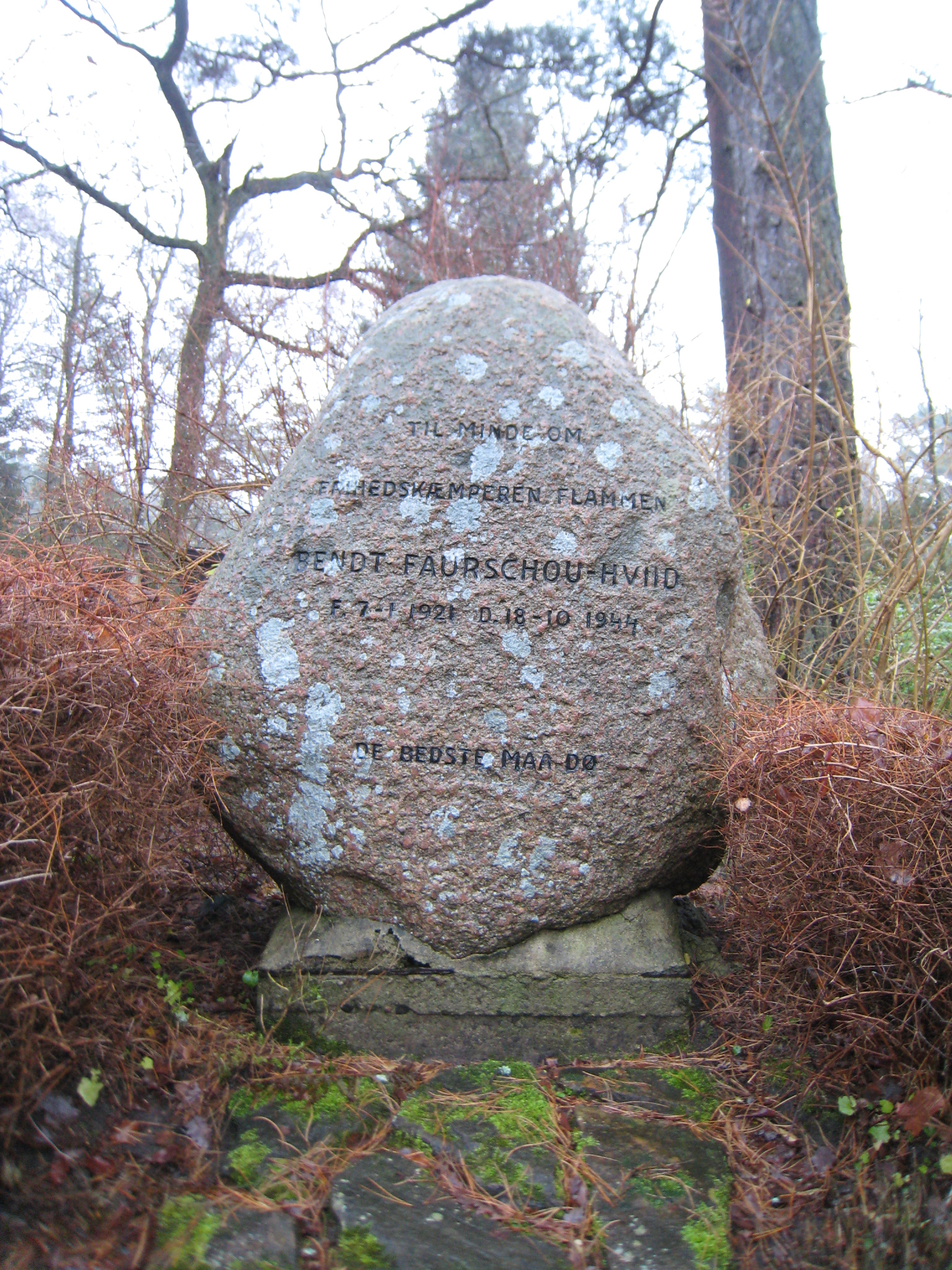
Il memoriale di Faurschou-Hviid. L'iscrizione tradotta dice "In memoria del combattente della libertà 'FLAMMEN' BENDT FAURSCHOU-HVIID nato 7-1 1921 morto 18-10 1944 I migliori devono morire".

Il gruppo Hvidsten, dal nome di una taverna dello Jutland, venne impegnato come centro smistamento delle armi ricevute in segreto per altri gruppi; venne severamente colpito quando, dopo le rivelazioni sotto tortura da parte di un agente britannico catturato, l'11 marzo 1944 e il 26 giugno 1944 vennero catturati otto dei suoi membri, fucilati poi il 29 giugno dello stesso anno. Lo Aagaard gruppen si costituì nel marzo 1945 nella omonima località nei pressi di Kolding, con una forza di 18 persone e guidato da Jens Kristian Jensen; il gruppo ricevette armi dai britannici (una cifra complessiva stimata di centinaia di carabine, un centinaio di bombe a mano, 100 chili di esplosivo e alcuni bazooka) e poterono eseguire sabotaggi delle strade dello Jutland utilizzate dai tedeschi per portare le truppe in Norvegia.
Il gruppo pubblicò inoltre giornali clandestini e mantenne collegamenti radio con il SOE britannico, rimanendo attivo fino alla liberazione. Durante uno dei lanci di rifornimento tre membri furono individuati e arrestati dalla Gestapo, ma vennero liberati con la fine delle ostilità. I BOPA (Borgelige Partisaner, Partigiani Borghesi) furono un gruppo che prese spunto da una preesistente formazione di matrice comunista, il KOPA (Kommunistiske Partisaner, Partigiani Comunisti), formato da reduci della guerra civile spagnola e organizzato in cellule che si attivarono solo dopo l'invasione dell'Unione Sovietica; a causa della scarsità di armi a disposizione, i suoi membri inizialmente si limitarono ad attacchi con bottiglie molotov.
Il nome della formazione deriva da un episodio che vide alcuni studenti, in precedenza non accettati nel gruppo resistenziale perché ritenuti "elitari", dare fuoco a una fabbrica di attrezzature elettroniche di Hellerup, la Dansk Industri Syndikat: il successo dell'attacco ne permise l'ammissione al gruppo e gli studenti per gioco iniziarono a definirsi BOPA, in contrasto con la sigla originale; col passare del tempo questo divenne il nome più noto del gruppo, che effettuò anche altri attentati ad aziende che rifornivano i tedeschi come la Burmeister & Wain (cantieristica navale e motori) e la Dansk Riffel Syndikat (azienda di costruzioni meccaniche compartecipata dalla A.P. Møller-Mærsk Gruppen e produttrice di armi automatiche con il nome Madsen) nel 1943, ancora alla Riffelsyndikatet e poi alla Global nel 1944 e alla Always nel 1945. La produzione alla Riffelsyndikatet cessò fino alla fine della guerra per i danni riportati, nonostante in concomitanza del precedente attentato del 1943 il presidente A.P. Møller fosse volato a Stoccolma per dichiarare a un giornalista del quotidiano danese Politiken che questi sabotaggi fossero contrari agli interessi danesi; uno degli ultimi e di grande rilievo fu l'attacco all'incrociatore tedesco Nürnberg praticamente alla fine della guerra.
In realtà vennero effettuati due attacchi in tempi diversi. Un primo attentato era stato effettuato minando un tunnel sotto il precedente punto di ormeggio dell'incrociatore all'interno del porto di Copenaghen e l'ordigno era esploso con danni prodotti alla concussione non rilevanti alla nave, che invece avrebbe dovuto essere pesantemente danneggiata dal crollo di alcune gru vicine al punto di esplosione: le gru però non erano cadute.
L'altro attacco venne condotto ponendo sotto la nave una carica esplosiva il cui sistema di innesco però non funzionò; dopo la resa alcuni sommozzatori facenti parte della resistenza si predisposero per rimuovere la carica, ma inizialmente il comandante tedesco pensò a un attacco e minacciò di troncare il tubo dell'aria del sommozzatore; una volta informato offrì uno dei suoi uomini per un lavoro congiunto e la carica venne rimossa senza problemi. Nonostante il fallimento, l'attentato destò un forte scalpore in Danimarca e il movimento di resistenza BOPA tenne una conferenza stampa dieci giorni dopo la resa, il 15 maggio, presso l'Otto Mønsted Building in Copenaghen, nella quale il fatto ebbe un posto di rilievo; l'attentato fu oggetto di un articolo dello Jyllands-Posten.
Una consistente parte della popolazione supportò il movimento di resistenza, nonostante la posizione ufficiale di resistenza passiva del governo; molti medici offrirono cure ai partigiani anche se non come membri attivi, quale il dottor Jorgen Kieler del gruppo Holger Danske, offrendo anche aiuto logistico nei confronti degli ebrei danesi, nel momento in cui ebbe inizio il tentativo di deportazione da parte tedesca. Fiorirono le pubblicazioni illegali, come De Frie Danske (il danese libero) e Land og Folk (Terra e popolo), quest'ultimo di matrice comunista. Il 22 giugno 1941, con l'invasione tedesca dell'URSS, il partito comunista danese venne messo fuori legge, e gli studenti immediatamente manifestarono la loro contrarietà scontrandosi con la polizia.

## L'evoluzione del sentimento popolare
Mentre inizialmente l'occupazione non venne vista come troppo oppressiva, dato il basso profilo mantenuto dagli occupanti rispetto a quanto successo negli altri paesi occupati, il peso economico dell'occupazione cominciò a farsi sentire; se prima della guerra il 25% della produzione danese di cibo e beni di consumo veniva esportata (e pagata) in Germania, la quota era salita al 75%  dopo l'occupazione, e dietro titoli di pagamento di fatto inesigibili. Il governo rimase in carica anche se col vincolo del gradimento tedesco sui membri dell'esecutivo, e fino alle elezioni libere del 1943 riuscì anche ad esercitare un effettivo potere, bastando ai nazisti per il momento l'apporto economico danese allo sforzo bellico tedesco. Solo nell'estate del 1943 iniziarono i primi reali sabotaggi, ed a questo punto i britannici cominciarono una campagna di infiltrazioni per sostenere i gruppi di resistenza.
Stabiliti i contatti con la Gran Bretagna venne formata una sezione danese del SOE britannico e il dottor Carl Johan Brun addestrò alcuni danesi all'uso del paracadute, rimanendo lui stesso ucciso in un lancio su Copenaghen; il suo posto venne preso dal vice Mogens Hammer, che si era lanciato insieme a lui. Con un cambio al vertice del SOE nella primavera del 1942 la resistenza danese venne rifornita di armi ed esplosivi per intraprendere operazioni di sabotaggio, mentre gli equipaggi degli aerei alleati vennero istruiti a recarsi dal più vicino dottore danese in caso di abbattimento, a dimostrazione del larghissimo sostegno e affidabilità della categoria al movimento resistenziale.
Anche da parte tedesca esistevano dei simpatizzanti per la resistenza, come un ufficiale della marina tedesca, Duckwitz, che fornì varie informazioni a un politico danese in merito alle retate antiebraiche; anche la decisione dell'ammiraglio Wedel di autoaffondare la flotta in contrasto con le disposizioni del governo negò ai tedeschi le navi pattuglia indispensabili al controllo della vasta costa del paese, rendendo di conseguenza più difficoltoso sia l'impedire la fuga degli ebrei che il contrasto delle comunicazioni clandestine con la Svezia. Se al momento dell'occupazione del paese il governo danese era considerato "pieno di gente debole con buone intenzioni", con il proseguire del conflitto le cose cambiarono: il 2 settembre 1942 il primo ministro Buhl invitò i cittadini a diventare informatori della polizia.

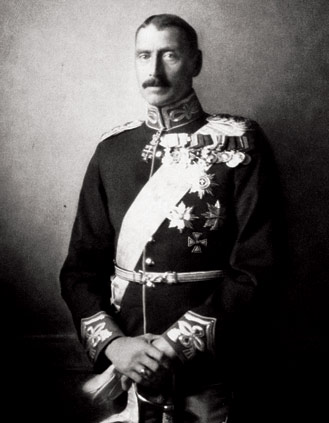
Il re Cristiano X di Danimarca

Il 26 settembre il capo del SOE danese, Christian Rothbol, venne ucciso dalla polizia; nello stesso giorno Hitler spedì un lungo telegramma di auguri di compleanno al re Cristiano X, il quale rispose semplicemente "Spreche mein besten Danke aus" ("Molte grazie") provocando la furia del dittatore. Ma fu solo con il crescendo di attentati, il cui numero arrivò a 200 nell'agosto 1943, e con la distruzione di una sala di rappresentanza che avrebbe dovuto ospitare truppe tedesche a opera del capo di Holger Danske, Tom Syndergaard, che la Germania decise di porre il governo danese di fronte a una scelta, con l'esplicita richiesta di fucilare i sabotatori. Di fronte al diniego e allo sciopero generale il paese divenne da "collaborante" ad occupato a tutti gli effetti.
Il Re Cristiano X, di fronte all'inizio delle persecuzioni razziali tedesche indossò il Maghen David, la Stella di Davide (il segno distintivo ebraico imposto dagli occupanti nazisti a tutte le persone di religione e di origine ebraica, nei Paesi occupati) come segno di supporto e solidarietà con gli ebrei danesi, che soffrivano la persecuzione nazista durante l'occupazione.
Sempre nel settembre 1943 venne fondato il Danish Freedom Council (DFC), una organizzazione tesa a raccogliere informazioni per gli Alleati, fare propaganda clandestina anche attraverso dei giornali, sabotare la produzione di beni destinati ai tedeschi e assicurare la salvezza degli ebrei danesi; degli 8000 ebrei danesi, nell'ottobre successivo circa 7500 riuscirono con successo ad espatriare in Svezia grazie agli sforzi di membri della resistenza, ed al fatto che l'evoluzione degli eventi bellici aveva rassicurato la Svezia stessa sulla improbabilità di una invasione tedesca e quindi di possibili ritorsioni; la risposta tedesca fu di smobilitare l'intera polizia danese (14000 membri) e diversi membri del DFC tra cui il professor Mogens Fog vennero catturati. Il sentimento svedese cambiò anche permettendo di creare per la prospettata Operazione Rädda Danmark delle unità di "polizia" danese in territorio svedese col nome ufficiale di Den Danske Brigade: costituita ufficialmente da Polititropper (letteralmente "truppe di polizia"), in realtà l'unità era una forza militare a tutti gli effetti con quattro battaglioni di fanteria leggera e uno pesante, mortai, genio e servizi, con una flottiglia navale di appoggio basata a Karlskrona composta dalle navi danesi che erano riuscite a fuggire e da una piccola unità aerea a Såtenäs; in totale l'unità disponeva di circa 4 800 effettivi, tra cui erano compresi anche delle donne. La brigata danese tornò in Danimarca solo al termine del conflitto, per cooperare alle operazioni di disarmo delle truppe tedesche presenti nel paese. Nell'autunno del 1945 vennero tenute le nuove elezioni cui parteciparono il DFC e gli altri partiti politici.